# Zanussi
Zanussi (італійською: [ˈdzanus.si]) — італійський виробник побутової техніки, який експортує продукцію з Італії з 1946 року. Zanussi був куплений Electrolux у 1984 році.

## Історія
Компанія Zanussi починалася як невелика майстерня Антоніо Зануссі в 1916 році. 26-річний син коваля в Порденоне на північному сході Італії розпочав бізнес з виготовлення домашніх печей і печей на дровах.
У 1933 році Антоніо Зануссі запустив «REX», найновішу торгову марку компанії на той час, щоб збігтися з величезною медіа-подією дня: новий рекорд трансатлантичного перетину (Гібралтар — Нью-Йорк) за допомогою італійського лайнера «Rex».
У 1946 році Антоніо Зануссі помер, і управління сімейним бізнесом перейшло до його синів Ліно і Гвідо. Під керівництвом Ліно компанія перетворилася на сучасний промисловий концерн, а в 1951 році, маючи понад 300 працівників, компанія почала диверсифікуватися на газові, електричні та комбіновані газово-електричні печі. Зі зростанням доступності та популярності газових балонів, Zanussi випустила свою першу газову плиту — Rex 401.
У 1954 році в Порчії було відкрито фабрику, а також був створений Навчальний центр для дослідження та розробки нових приладів.
У 1958 році були випущені перші пральні машини Zanussi. Ця ж стратегія лежала в основі створення через рік проектно-дослідницького центру компанії.
У 1959 році Zanussi випустила перший холодильник «Супермаркет» з автоматичним розморожуванням і двома відділеннями з окремими регуляторами температури. Наприкінці 1950-х років Zanussi випустила свою «Tropic System» із заокругленим стилем. Тим часом пральні машини були вже другого покоління з фронтальним завантаженням і п'ятьма програмами прання, розробленими з урахуванням вимог важливого німецького ринку.
У 1960 році Zanussi почала випускати телевізори. До 1962 року Zanussi експортувала свою продукцію в 60 країн.
У 1964 році в Італії вперше з'явився холодильник з відділенням –12 °C, який був придатний для зберігання заморожених продуктів — «Freezermarket» Rex. У наступному році Zanussi випустила на ринок свою першу посудомийну машину.
У наступному десятилітті бренди Becchi, Castor, Zoppas і Triplex приєдналися до Zanussi Group, а також відбувся запуск виробництва за межами Італії. Zanussi зайняла лідируючу позицію в італійській індустрії побутової техніки з часткою ринку в 25 % і була серед провідних виробників у Європі з 10 % продажів на всьому континенті.
Наприкінці 1974 року Zanussi випустила Ping-O-Tronic під брендом Sèleco.
Загибель Ліно Зануссі та його найближчих помічників у авіакатастрофі в Іспанії 18 червня 1968 року ознаменувала зміну стратегії. Тим часом економічна ситуація в Італії змінилася, і з планами диверсифікації, підірваними труднощами італійської промисловості в цілому, Zanussi скотилася до фінансової кризи в кінці 1970-х і першій половині 1980-х років. Процес відновлення почався в 1985 році після того, як Electrolux придбала компанію наприкінці 1984 року.
У 1985 році Zanussi представила Jetsystem у своєму асортименті пральних машин, яка використовує циркуляційний насос для перекачування води в барабані на одяг через отвір для струменя в ущільнювачі дверей. Це допомагає заощадити воду, оскільки одяг швидше замочується мильною водою. Це все ще можна знайти на сучасних пральних машинах Zanussi.